# Ilia Czawczawadze
–lia Czawczawadze (gruz. ილია ჭავჭავაძე ur. 8 listopada 1837, zm. 12 września 1907) – gruziński pisarz, poeta, działacz społeczny, osoba publiczna. Jeden z głównych orędowników odrodzenia narodowego w Gruzji w drugiej połowie XIX wieku, dążący do uzyskania przez nią niepodległości. Działał na rzecz obrony języka gruzińskiego. 
Uważany powszechnie za bohatera narodowego, w oficjalnym dyskursie Gruzji określany jako Ojciec Narodu - osoba, która podłożyła podwaliny ku niezawisłości państwa. Kanonizowany w 1987 roku przez Gruziński Kościół Prawosławny. 

## Życiorys
Ilia Czawczawadze urodził się w Kwareli, we wschodniej Gruzji. Pochodził z arystokratycznej rodziny. Wykształcenie zdobył najpierw w prywatnej szkole i gimnazjum w Tbilisi, następnie w roku 1856 wyjechał do Petersburga, gdzie studiował literaturę, historię oraz prawo. W 1861 powrócił do Gruzji aby zaangażować się w działalność oświatową i literacką.
W 1874 roku Ilia Czawczawadze został członkiem Komisji Rozjemczej, odpowiedzialnej za realizację reformy rolnej. Pracował wówczas jako urzędnik w powiatowym miasteczku Duszeti. Po objęciu stanowiska dyrektora Banku Szlacheckiego przeniósł się do Tbilisi, gdzie pod jego kierownictwem utworzono strukturę Banków Okręgowych w Tbilisi i Kutaisi. Dzięki tym działaniom zapewniono znaczące wsparcie finansowe dla gruzińskich wydawnictw, szkół oraz teatru.
Tworzył opowiadania, poematy i liryki. Założył i redagował gazetę „Iweria”. Zginął na skutek zamachu. Święty Gruzińskiego Kościoła Prawosławnego.
Na język polski utwory Czawczawadzego przetłumaczyli Igor Sikirycki, Jarosław Iwaszkiewicz, Eugenia Siemaszkiewicz, Kazimiera Iłłakowiczówna, Gabriel Karski, Leopold Lewin i Stanisław Ryszard Dobrowolski. Leopold Lewin przełożył poemat Pustelnik.